# 汪侃
汪侃（1457年—？），字仲和，直隸徽州府歙縣人，民籍，明朝政治人物。

## 生平
成化十九年（1483年）癸卯科應天府鄉試第一百二十七名舉人。成化二十三年（1487年）中式丁未科會試第一百三十八名，三甲第二百三十二名進士。

## 家族
曾祖汪嶽寶；祖父汪子義；父汪仕寧，母徐氏；繼母江氏。具庆下。